# Utetheisa rubra
Utetheisa rubra là một loài bướm đêm thuộc phân họ Arctiinae, họ Erebidae.